# اریدن سانتانا
اریدن سانتانا (انگلیسی: Aridane Santana؛ زادهٔ ۳۱ مارس ۱۹۸۷) بازیکن فوتبال اهل اسپانیا است.
از باشگاه‌هایی که در آن بازی کرده‌است می‌توان به باشگاه فوتبال میراندس، باشگاه فوتبال دپورتیوو لاکرونیا، باشگاه فوتبال بی جی پاتوم یونایتد، باشگاه فوتبال لگانس، و باشگاه ورزشی تنریف اشاره کرد.